# Martin Ericsson
Martin Ericsson (født 4. september 1980) er en svensk fodboldspiller, der spiller hos BK Häcken i Allsvenskan. Han har tidligere spillet for blandt andet AaB og Brøndby IF i Danmark.
Da han stadig spillede i AaB, scorede han årets mål i 2005, hvor han driblede fra egen midtbane og løb ned og scorede uden nogen anden havde rørt bolden.